# فيلي هنت
فيلي هنت (بالإنجليزية: Willie Hunt)‏ولد في (15 سبتمبر عام 1987، بغرينفيل في الولايات المتحدة ) هو لاعب كرة قدم أمريكي في مركز الدفاع. لعب مع Tampa Bay Rowdies ‏ وبيتسبورغ ريفرهوندز وأتلانتا سيلفرباكس وMississippi Brilla FC ‏.

## وصلات خارجية
- فيلي هنت على موقع قاعدة بيانات كرة القدم.إي يو (الإنجليزية)